# Замок Герберштейн
Замок Герберштейн (нем. Schloss Herberstein) — замок, расположенный на территории австрийской общины Штубенберг, недалеко от одноимённого зоопарка; самые древние части замка, изначально называвшегося «Хервигштайн», датируются концом XIII века. В замковом парке находится музей скульптора Бруно Жиронколи; сам замок используется как выставочная площадка для временных экспозиций произведений классического и современного искусства.

## История и описание
Замок Герберштейн расположен сегодня на территории австрийской общины Штубенберг, недалеко от одноимённого зоопарка — он стоит высоко на склоне скалы, которая круто спадает на севере — в долину реки Файстриц. Крепостное сооружение, незаметное на расстоянии и труднодоступное даже сегодня, расположено в стратегически важном месте региона.
Первые обнаруженные укрепления на этом месте относятся к XIII веку; около 1400 года замок был расширен за счёт строительства крупного передового укрепления (посада), в которую вошла готическая часовня Св. Екатерины, построенная ранее. Затем замок претерпел несколько расширений уже в XV веке, а в середине XVI века был преобразован в жилое здание (родовую резиденцию Герберштейн) — перестройка включила в строение многочисленные элементы архитектуры ренессанса. В XVI веке был создан масштабный «Рыцарский зал» (Rittersaal), а крепостной ров был окончательно засыпан. В середине XVII века ансамблю был дополнен двором «Florentinerhof», построенном в итальянском стиле; до конца века были завершены ещё несколько строений комплекса.
До сегодняшнего дня замок продолжает принадлежать семье Герберштейн — он служит им жилым домом и административным центром. Помимо экскурсий, сегодня замок используется и как место для проведения конференций и выставок. В замковом парке находится музей скульптора Бруно Жиронколи (1936—2010), являвшегося до 2004 года директором «Bildhauerschule» при Венской академии художеств; помещения всего замка используются Новой галереей Граца и Музеем современного искусства Вены для временных выставок произведений классического и современного искусства. Так в 2002—2003 году здесь прошла выставка «Von Waldmüller bis Schiele», а через год замок стал местом проведения экспозиции «Die Welt der stillen Dinge».
Музей Жиронколи владеет самой крупной коллекцией работ скульптора в мире. Он был открыт для широкого доступа в сентябре 2004 года в собственном здании: на площади в 2000 квадратных метров здесь выставлены многочисленные крупные скульптуры автора, напоминающие «футуристические машины». Часть работ из коллекции затем была выставлена на постоянной основе в Вене — в зале «Gironcoli Crystal» в комплексе зданий Донау-Сити.